# Pollis (Bildhauer)
Pollis (altgriechisch Πόλλις) war ein griechischer Bildhauer unbekannter Zeit.
Er ist aus der Naturalis historia des Plinius bekannt, in der er als Erzbildner genannt wird, der Statuen von Athleten, Kriegern, Jägern und Opfernden schuf.
Es wurde spekuliert, dass er der Vater des Vasenmalers und Töpfers Euthymides aus dem 6./5. Jahrhundert v. Chr. sei, der seine Werke mit dem korrupt überlieferten Patronym Πολ[...] versah. Ebenso wurde erwogen, dass er mit dem bei Vitruv erwähnten gleichnamigen Architekten Pollis aus dem 4. Jahrhundert v. Chr. gleichzusetzen sei.